# Stephan Kreuzmann
Stephan Kreuzmann (* 24. Mai 1984 in Duisburg) ist ein deutscher Eishockeyspieler, der seit 2018 bei den Moskitos Essen aus der Oberliga unter Vertrag steht.

## Karriere
Erste Erfahrungen mit dem Spiel um Puck und Schläger machte Kreuzmann durch seinen Vater, der in einer Hobbymannschaft in Duisburg spielte. Stephan Kreuzmann stammt aus dem Nachwuchs der Krefeld Pinguine, bei denen er das Eishockeyspiel erlernte und die Nachwuchsmannschaften bis zur DNL-Mannschaft durchlief. Mit sechzehn Jahren wechselte er nach Köln, um dort bei den Kölner Junghaien in der Regionalliga zu spielen – in der Spielzeit 2000/01 wurde er mit den Junghaien Meister der Regionalliga NRW. Es folgten zwei Jahre in der DNL, wiederum im Nachwuchsteam der Pinguine aus Krefeld. Ein erster Karrierehöhepunkt folgte im Jahr 2002; die Teilnahme an der U-18 Weltmeisterschaft in der Slowakei mit der deutschen Juniorennationalmannschaft.
In der folgenden Saison feierte Stephan Kreuzmann sein DEL-Debüt, verbrachte aber den Großteil der Spielzeit per Förderlizenz in seiner Geburtsstadt beim EV Duisburg. Gleiches gilt für die Spielzeit 2003/04, allerdings absolvierte er kein Spiel für die Pinguine. Auf der Suche nach einer neuen Herausforderung schloss sich Kreuzmann dann im Sommer 2004 den EHC Leipziger Eislöwen an, die damals in der Oberliga Nord-Ost aktiv waren, wo er regelmäßig Eiszeiten bekam. Aufgrund seiner in Leipzig gezeigten Leistungen und dem Umstand, dass er nach wie vor unter die Ü23-Regelung fiel, verpflichteten ihn die Dresdner Eislöwen im Sommer 2005 für deren erste Bundesligaspielzeit. In seinem ersten Jahr in Dresden zeigte er vielversprechende Ansätze und konnte zeitweise gestandene Verteidiger wie Sjarhej Stas aus der Stammformation drängen. Daher wurde sein Vertrag für die Saison 2006/07 verlängert, in der er weiterhin als U23-Spieler galt.
Nach dem Abstieg der Eislöwen in die Oberliga  wechselte Kreuzmann ab der Saison 2007/08 mit einer Förderlizenz der Hannover Scorpions zum REV Bremerhaven. Hier wurde er nach 25 Spielen ausgemustert, jedoch kurze Zeit später wieder eingesetzt. Im Sommer 2008 wechselte er in die Niederlande, wo er für die Nijmegen Devils spielt. Zum Ende der Spielzeit 2008/09 kehrte er nach Deutschland zurück und unterschrieb einen Vertrag beim Oberligisten EHC Dortmund. Dort traf er auf den Trainer Frank Gentges, unter dem er bereits während seiner Zeit in Leipzig gespielt hatte.

## Sonstiges
Im Sommer spielt Stephan Kreuzmann Inline-Skaterhockey, um sich fit zu halten und spielte hierbei unter anderem für die Duisburg Ducks und aktuell (2011) für die Uedesheim Chiefs in der 1. Skaterhockey-Bundesliga. Im Herbst 2003 nahm er mit der U20-Nationalmannschaft am U20-4 Nationenturnier in Hamar (Norwegen) teil.

## Karrierestatistik

### International
Vertrat Deutschland bei:
- U18-Junioren-Weltmeisterschaft 2002

(Legende zur Spielerstatistik: Sp oder GP = absolvierte Spiele; T oder G = erzielte Tore; V oder A = erzielte Assists; Pkt oder Pts = erzielte Scorerpunkte; SM oder PIM = erhaltene Strafminuten; +/− = Plus/Minus-Bilanz; PP = erzielte Überzahltore; SH = erzielte Unterzahltore; GW = erzielte Siegtore; 1 Play-downs/Relegation; Kursiv: Statistik nicht vollständig)